# Лорон вохристий
Лорон вохристий (Schiffornis stenorhyncha) — вид горобцеподібних птахів родини бекардових (Tityridae).

## Поширення
Вид поширений в Панамі, на півночі Колумбії та Венесуели. Його природним середовищем існування є субтропічні або тропічні вологі низинні ліси та субтропічні або тропічні вологі гірські ліси.

## Підвиди
Таксон включає два підвиди:
- Schiffornis stenorhyncha stenorhyncha (Sclater & Salvin, 1869) — північний схід Колумбії та північ Венесуели.
- Schiffornis stenorhyncha panamensis Hellmayr, 1929 — схід Панами та північний захід Колумбії.